# شیمر (فیلم)
شیمر (به ایتالیایی: La Chimera) یک فیلم درام ایتالیایی-فرانسوی-سوئیسی به کارگردانی آلیچه رورواکر با بازی جاش اوکانر و ایزابلا روسلینی است.
این فیلم برای رقابت نخل طلای هفتاد و ششمین جشنواره فیلم کن انتخاب شد و در آنجا در ۲۶ می ۲۰۲۳ به نمایش درآمد. این فیلم نقدهای مثبتی از منتقدان دریافت کرد و از سوی هیئت ملی بازبینی به‌عنوان یکی از ۵ فیلم برتر بین‌المللی سال ۲۰۲۳ انتخاب شد.

## بازیگران
- جاش اوکانر در نقش آرتور[۴]
- ایزابلا روسلینی
- کارول دوارته
- آلبا رورواکر
- وینچنزو نمولاتو

## تولید
فیلمبرداری در فوریه ۲۰۲۲ در توسکانی آغاز شد.
در می ۲۰۲۲، اعلام شد که نئون حقوق پخش فیلم در آمریکای شمالی را به دست آورده‌است.

## انتشار
شیمر برای رقابت برای نخل طلا در جشنواره فیلم کن ۲۰۲۳ انتخاب شد، و نخستین نمایش جهانی خود را در ۲۶ مه ۲۰۲۳ با عنوان بین‌المللی «La Chimera» داشت.